# Ichikawa Danjūrō
Ichikawa Danjūrō (市川 團十郎?) è il nome d'arte utilizzato da una serie di attori kabuki appartenenti alla famiglia Ichikawa. Sebbene la maggior parte di essi avesse diretti legami di sangue, diversi Danjūrō erano in realtà stati adottati dal predecessore. 

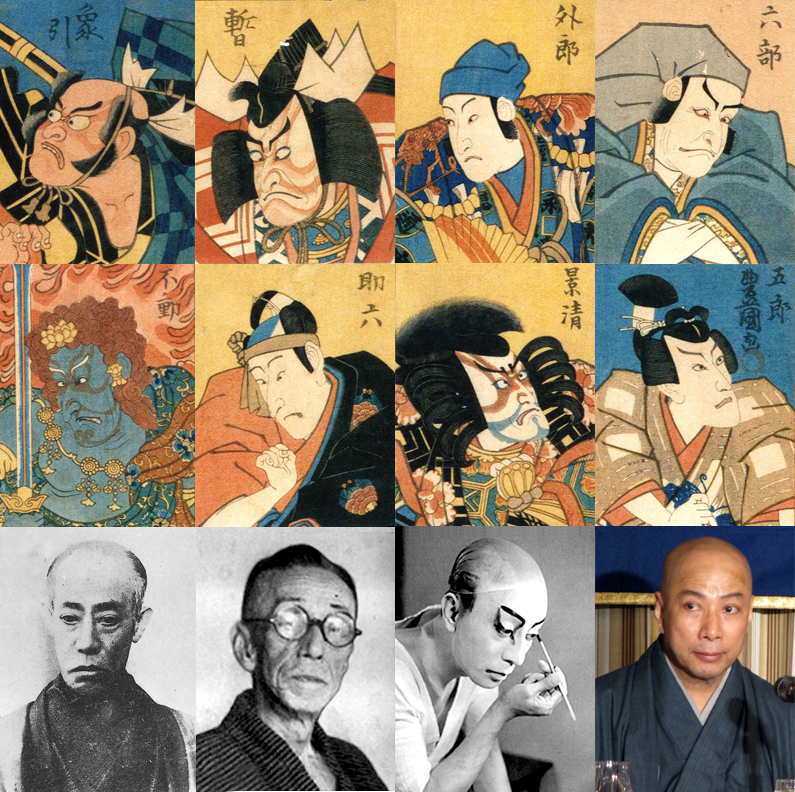
Fila in alto, da sinistra:
Ichikawa Danjūrō I come Yamagami Gennaizaemon (Zōhiki),
Ichikawa Danjūrō II come Kamakura Gongorō Kagemasa (Shibaraku),
Ichikawa Danjūrō III come Uirō-uri o Soga no Gorō (Uirō),
Ichikawa Danjūrō IV come Roku-bu (Kamahige).
Fila in mezzo, da sinistra:
Ichikawa Danjūrō V come Fudō-myō-ō (Fudō),
Ichikawa Danjūrō VI come Hanatogawa Sukeroku (Sukeroku),
Ichikawa Danjūrō VII come Taira no Kagekiyo (Kagekiyo),
Ichikawa Danjūrō VIII come Soga no Gorō in Ya no Ne.
Fila in basso, da sinistra:
Ichikawa Danjūrō IX,
Sanshō Ichikawa V (Danjūrō X),
Ichikawa Danjūrō XI,
Ichikawa Danjūrō XII.

La linea dei Danjūrō è specializzata nell'interpretazione di un certo numero di ruoli rappresentati in una serie di opere chiamata Kabuki jūhachiban ("Le diciotto migliori opere kabuki"), che rappresenta una vera e propria mostra delle specialità della famiglia Ichikawa.
Nell'ambiente del teatro kabuki, il nome Danjūrō è molto famoso ed importante e riceverlo è considerato uno dei massimi onori. Per questo, così come accade per altri nomi di scena, esso è formalmente concesso in una cerimonia chiamata shūmei in cui diversi attori cambiano formalmente il proprio nome. Prima di prendere il nome di Danjūrō, che generalmente viene dato all'attore scelto quando questi si trova all'apice della carriera, infatti, un attore ha di solito già avuto altri nomi di scena quali Matsumoto Kōshirō, Ichikawa Shinnosuke o Ichikawa Ebizō (quest'ultimo è utilizzato a volte successivamente a quello di Danjūrō).

Il mon della famiglia Ichikawa.

Il simbolo della famiglia Ichikawa, ossa il loro mon, è composto da tre quadrati inseriti l'uno dentro l'altro ed è chiamato mimasu o sanshō (三升?). Per questo, alcuni degli attori facenti parte della successione degli Ichikawa Danjūrō hanno utilizzato "Sanshō" come loro haimyō, ossia come soprannome o alias da utilizzare nei circoli poetici.

## Linea di successione
Di seguito è riportato l'elenco in ordine cronologico degli attori a cui è stato concesso il nome Ichikawa Danjūrō, le date tra parentesi rappresentano il periodo in cui essi hanno portato il nome Danjūrō prima di cambiarlo (di solito dopo il ritiro dalle scene).
- Ichikawa Danjūrō I (maggio 1675 — febbraio 1704) — Conosciuto anche con il nome di Mimasuya Hyōgo (三升屋 兵庫?) nella sua attività di commediografo, prima di prendere il nome Danjūrō era conosciuto come Ichikawa Ebizō I. Egli è considerato l'inventore dello stile kabuki chiamato aragoto.
- Ichikawa Danjūrō II (luglio 1704 — novembre 1735) — Figlio maggiore di Danjūrō I; precedentemente conosciuto come Ichikawa Kuzō I e successivamente come Ichikawa Ebizō II.
- Ichikawa Danjūrō III (novembre 1735 — febbraio 1742) — Figlio adottivo di Danjūrō II; precedentemente conosciuto come Ichikawa Masugorō, morì molto giovane.
- Ichikawa Danjūrō IV (novembre 1754 — ottobre 1770) — Figlio adottivo, o forse biologico, di Danjūrō II;  precedentemente conosciuto come Matsumoto Kōshirō II e successivamente come Ichikawa Ebizō III.
- Ichikawa Danjūrō V (novembre 1770 — ottobre 1791) — Figlio di Danjūrō IV; precedentemente conosciuto come Matsumoto Kōshirō III e successivamente come Ichikawa Ebizō, è considerato uno dei più famosi attori kabuki della storia.[2]
- Ichikawa Danjūrō VI (novembre 1791 — maggio 1799) — Figlio di Danjūrō V; precedentemente conosciuto come Ichikawa Ebizō IV, morì molto giovane.
- Ichikawa Danjūrō VII (novembre 1800 — febbraio 1832) — Nipote di Danjūrō V; precedentemente conosciuto come Ichikawa Shinnosuke I, Ichikawa Yebizō,[3] e successivamente come Ichikawa Ebizō V, creò la raccolta chiamata Kabuki jūhachiban.[4]
- Ichikawa Danjūrō VIII (marzo 1832 — agosto 1854) — Figlio maggiore di Danjūrō VII; precedentemente conosciuto come Ichikawa Shinnosuke II e Ichikawa Ebizō VI, si suicidò ad Osaka.[5]
- Ichikawa Danjūrō IX (1874 — settembre 1903) — Quinto figlio di Danjūrō VII; precedentemente conosciuto come Kawarazaki Chōjūrō III, Kawarazaki Gonjūrō I, Kawarazaki Gonnosuke VII e Kawarazaki Sanshō, fu una stella dell'epoca d'oro del kabuki nel periodo Meiji.
- Ichikawa Danjūrō X (postumo 1962) — Genero di Danjūrō IX; precedentemente conosciuto come Horikoshi Fukusaburō e Ichikawa Sanshō V, recitò solo in ruoli minori ma riportò a nuova vita molte opere della raccolta Kabuki jūhachiban.
- Ichikawa Danjūrō XI (aprile 1962 — novembre 1965) — Figlio adottivo di Danjūrō X, il suo padre biologico fu Matsumoto Kōshirō VII; precedentemente conosciuto come Ichikawa Komazō V e Ichikawa Ebizō IX.
- Ichikawa Danjūrō XII (aprile 1985 — febbraio 2013)[6] — Figlio maggiore di Danjūrō XI; precedentemente conosciuto come Ichikawa Shinnosuke VI e Ichikawa Ebizō X.